# Mecaphesa perkinsi
Mecaphesa perkinsi là một loài nhện trong họ Thomisidae.
Loài này thuộc chi Mecaphesa. Mecaphesa perkinsi được Eugène Simon miêu tả năm 1904.